# Rheingold (1978)
Rheingold ist ein deutscher Spielfilm von Niklaus Schilling aus dem Jahr 1978. Die Hauptrollen sind mit Elke Haltaufderheide, Rüdiger Kirschstein und Gunther Malzacher sowie Alice Treff besetzt.
Die Uraufführung des Films fand am 24. Februar 1978 während der 28. Berlinale statt.

## Handlung
Im TEE Rheingold trifft Elisabeth, die Frau eines UN-Diplomaten, auf einer ihrer regelmäßigen Reisen zur Mutter ihren Jugendfreund Wolfgang wieder, der mittlerweile als Kellner im Zug arbeitet. Eine Leidenschaft beginnt, die sich ausschließlich nach dem Fahrplan richtet – zwischen Düsseldorf,  Genf und zurück.
Eines Tages benutzt ihr Ehemann überraschend zur selben Zeit den „Rheingold“. Er entdeckt die Untreue seiner Frau. Im Affekt sticht er mit einem Brieföffner auf sie ein und flieht in Panik beim nächsten Halt; die verwundete Frau verbirgt ihre Verletzung vor ihrer Umgebung.
Während ihr Mann mit einem Taxi dem Zug hinterherrast, als wolle er seine Tat rückgängig machen, gerät Elisabeth immer mehr in einen Zustand der Apathie, in deren zeitlich rückblickenden Traumsequenzen sich ihre ambivalente Lebensgeschichte aus unvereinbarem bürgerlichen Leben und sexuellen Sehnsüchten offenbart. Begleitet vom aufsteigenden Mythos des Rheins, entfernt sie sich immer weiter aus der Realität und fährt unaufhaltsam dem Ziel ihrer Reise entgegen, ihrem Tod.

## Rezeption

### Kritiken
- Lexikon des internationalen Films: „Der gebürtige Schweizer Niklaus Schilling spielt hintersinnig mit den Erzählformen des Melodrams und beschwört zugleich die Mythen und Mysterien deutscher Vergangenheit, die sich um den geschichtsträchtigen „Vater Rhein“ ranken. Der formal brillante Film spielt fast ausschließlich im Trans-Europ-Express „Rheingold“ und nutzt konsequent die Einheit von Raum und Zeit.“[1]
- „Natürlich kann man das alles lächerlich finden, aber wohl nur dann, wenn einem das schleichende Fernsehgift schon alle Sinne gelähmt hat. ‚Rheingold‘ ist ein Triumph der schieren Unvernunft: ein Triumph des Kinos.“[2]

### Auszeichnungen
Der Film nahm 1978 am Wettbewerb der Berlinale sowie der Filmex Los Angeles teil, ging bei der Preisvergabe allerdings jeweils leer aus. Im selben Jahr wurde Kameramann Ernst Wild mit dem Deutschen Filmpreis in Gold ausgezeichnet, der Film erhielt den Deutschen Filmpreis in Silber in der Kategorie "Weitere programmfüllende Spielfilme".